# Gellenoncourt

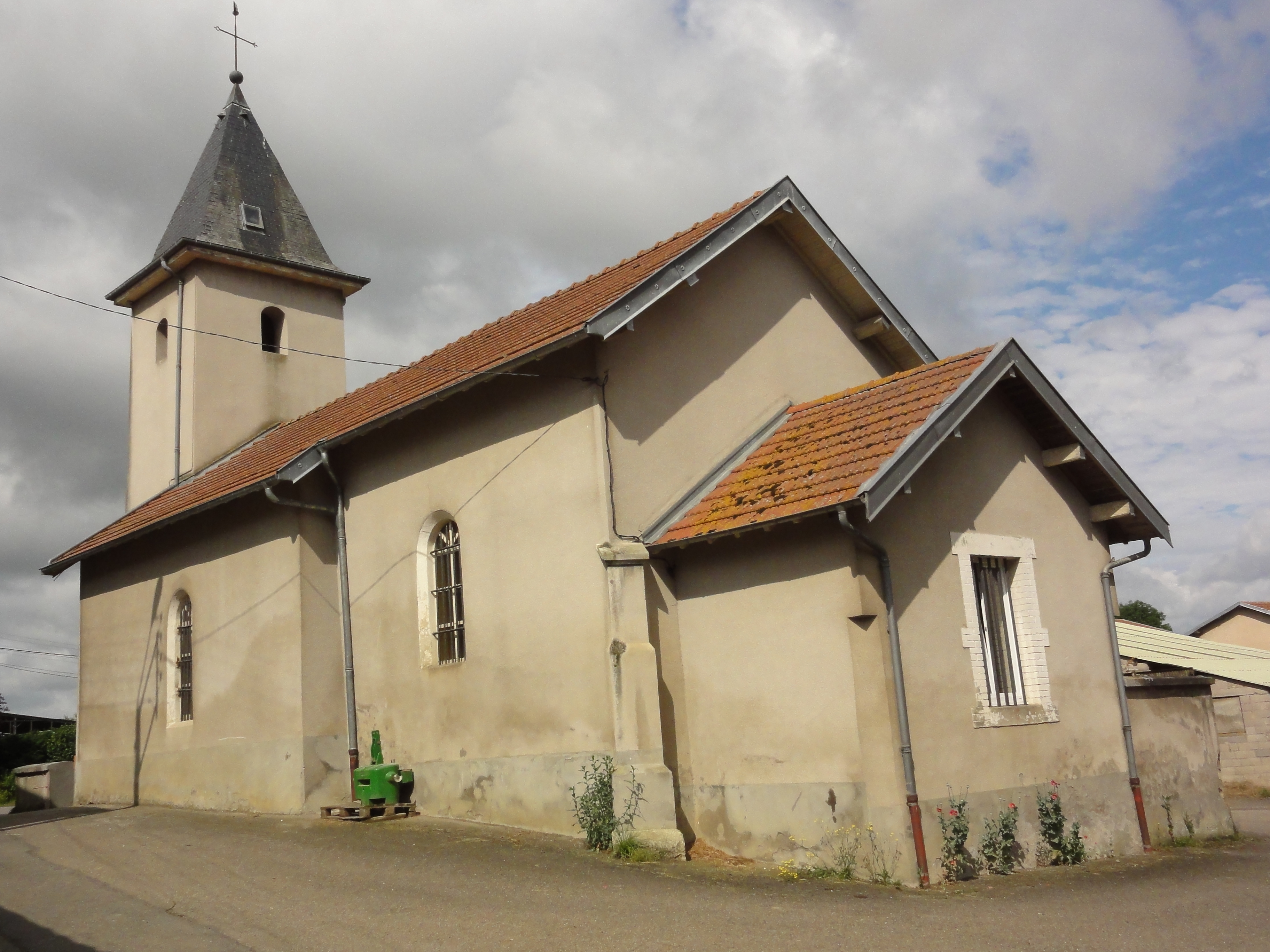
Kościół Wniebowzięcia NMP (2016)

Gellenoncourt – miejscowość i gmina we Francji, w regionie Grand Est, w departamencie Meurthe i Mozela.
Według danych na rok 1990 gminę zamieszkiwało 36 osób, a gęstość zaludnienia wynosiła 10 osób/km² (wśród 2335 gmin Lotaryngii Gellenoncourt plasuje się na 1009. miejscu pod względem liczby ludności, natomiast pod względem powierzchni na miejscu 1128.).

## Populacja

Populacja Gellenoncourt w latach 1962–2008